# Lambdina fatuaria
Lambdina fatuaria là một loài bướm đêm trong họ Geometridae.